# ONE Friday Fights 24
ONE Friday Fights 24: Reis vs. Pongsiri 2 (también conocido como ONE Lumpinee 24) fue un evento de deportes de combate producido por ONE Championship llevado a cabo el 7 de julio de 2023, en el Lumpinee Boxing Stadium en Bangkok, Tailandia.

## Historia
El evento fue encabezado por una pelea de muay thai de peso gallo entre Fabio Reis y Pongsiri P.K.Saenchai.

## Bonificaciones
Los siguientes peleadores recibieron bonos de ฿350.000.
- Actuación de la Noche: Aliff Sor.Dechapan, Sinsamut Klinmee, Amir Abdulmuslimov y Nongam Fairtex